# تكتلات الغبار
تكتلات الغبار أو كُرات الغُبار، وهي عبارة عن كُتَلٍ صغيرة من الغُبار تتشكل تحت الأثاث وفي الزوايا التي لا تنظف باستمرار. تتكون من الشعر، والوبر، والجلد الميت، وشبكات العنكبوت، والغبار، وأحيانًا من القمامة الخفيفة ورُفات الأشياء، تتجمع معًا بواسطة الكهرباء الساكنة والتشابك الذي يشبه اللباد. وهذه قد تكون مأوى جيد لعث الغبار والطفيليات الأخرى؛ كما يمكنها التقليل من كفاءة مرشحات الغبار عن طريق سدّها وبداية حركة جُسيم واحد كبير قد تكون الخطوة الأولى في تشكيل ما يعرف بــ كُرات الغبار.
تعتبر كتل أو كُرات الغبار ضارة بالأجهزة الإلكترونية؛ لأنها تُعيق تدفق الهواء خلال المصارف الحرارية، مما يؤدي إلى رفع درجات حرارة الأجهزة بشكل كبير وبالتالي تقصر من مدة صلاحية هذه الأجهزة.

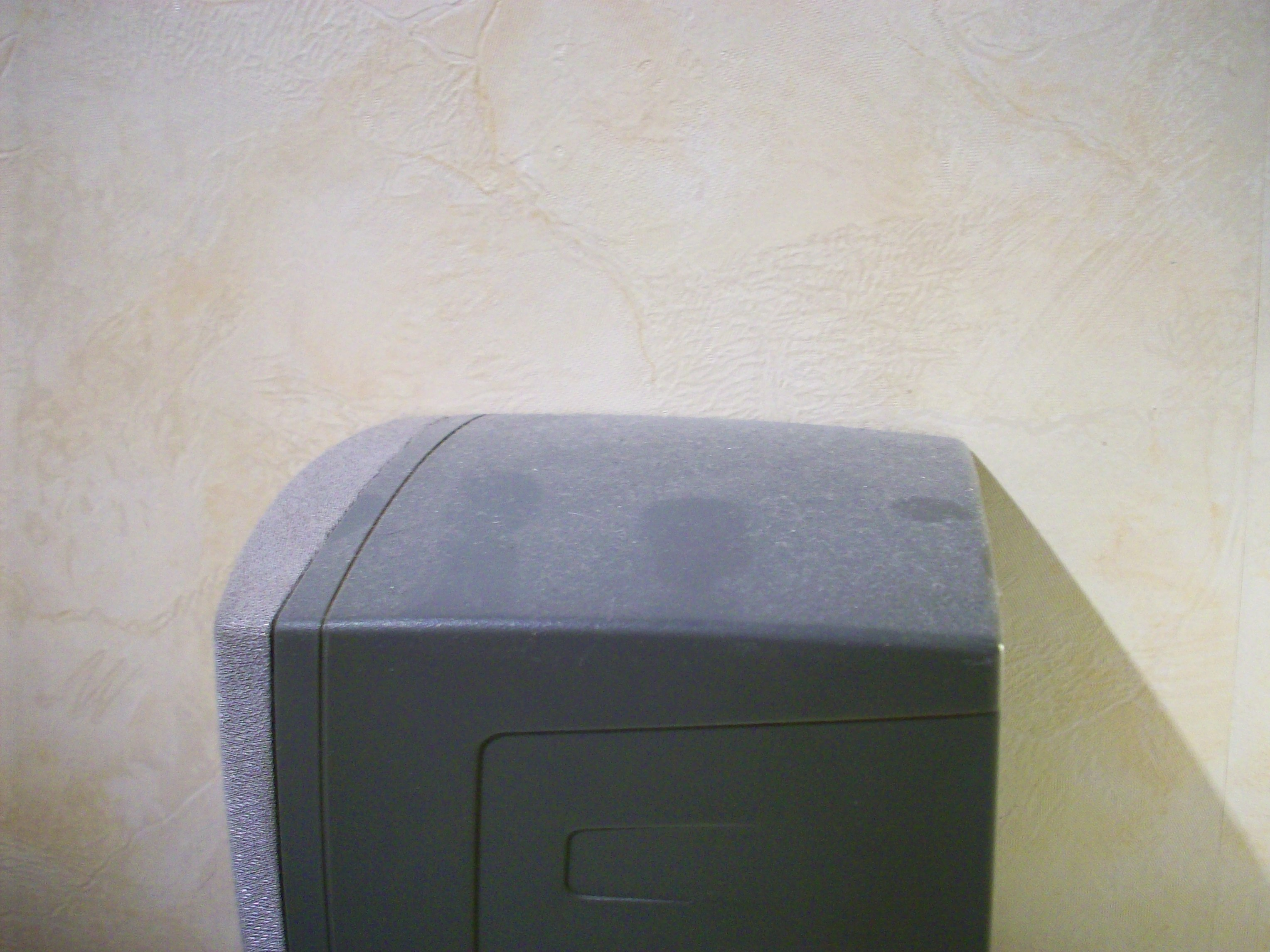
غبار المنزل على مكبر الصوت

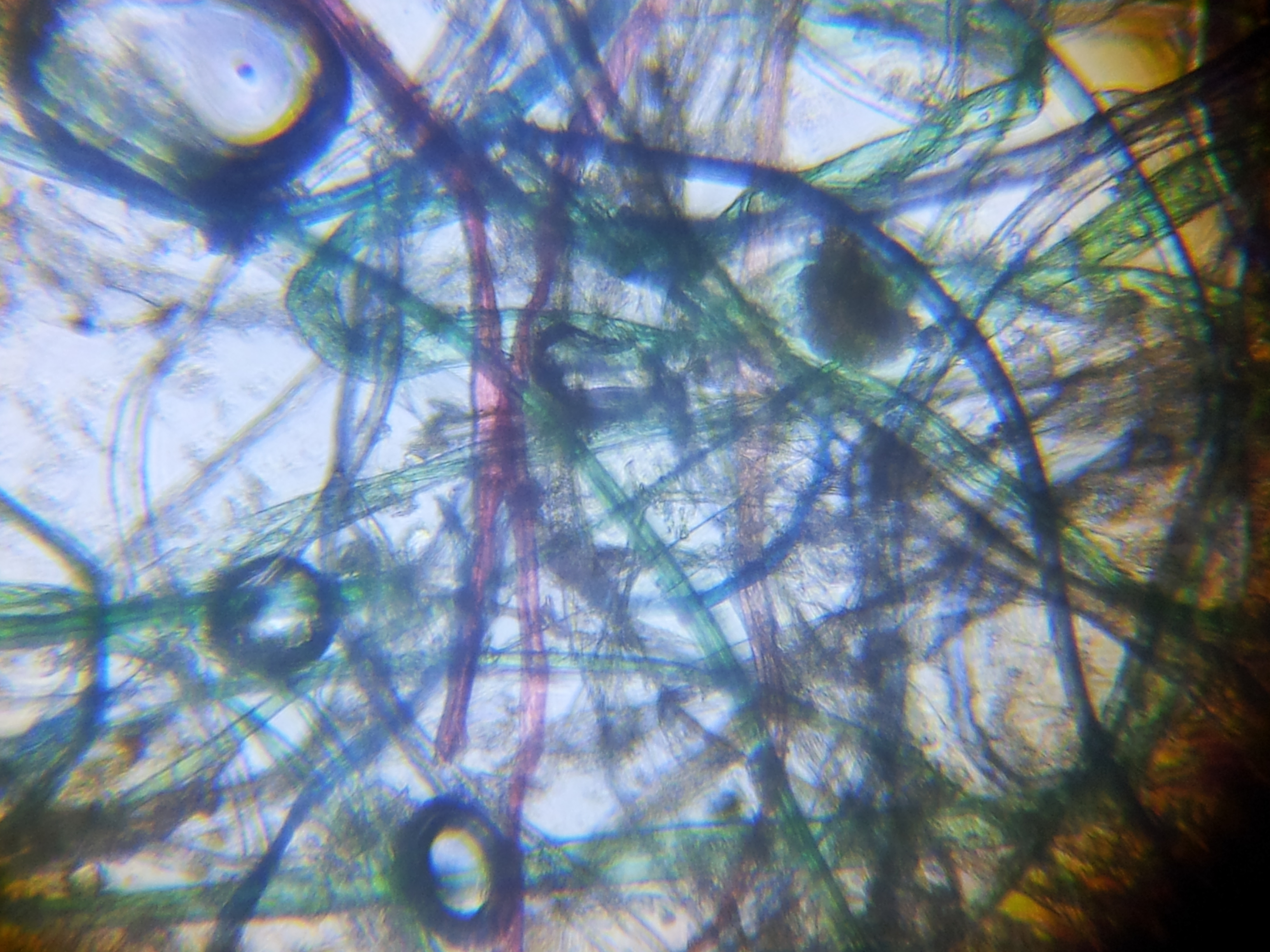
غبار المنزل تحت المجهر x200

وفي عام 2006 تم تسجيل علامة تجارية أمريكية لـ «تكتلات الغبار» وهي "Dustbunny Cleaner"؛ وهي كرة آلية ذات غلاف إلكتروستاتيكي تتدحرج تحت الأثاث لجمع الغبار والعوالق الأخرى.
تم استخدام تكتلات الغبار كقياس لتراكم المادة الكونية في الكواكب.